# Lista de medalhistas dos Jogos Pan-Americanos na ginástica
Esta é a lista completa dos medalhistas dos Jogos Pan-Americanos na ginástica de 1951 a 2019.

## Ginástica artística

### Masculino

#### Equipes
| Jogos                 | Ouro | Prata | Bronze |
| --------------------- | --- | --- | --- |
| Buenos Aires 1951     | ARG Argentina Mario Fizbein Ovidio Ferrari César Bonoris Jorge Soler Enrique Rapesta Pedro Lonchibuco Juan Caviglia Roberto Núñez | CUB Cuba José Vazquez Raimundo Rey Francisco Cascante Baldomero Rubiera Roberto Villacián Fernando Lecuona Ángel Aguiar Rafael Lecuona | MEX México José Savignon Manuel Ortiz Carlos Duarte José Rosellón Rubén Lira Guillermo Yáñez Manuel Guzmán Everardo Rios |
| Cidade do México 1955 | USA Estados Unidos Jack Beckner Joe Kotys Jack Miles Abie Grossfeld Don Holder Dick Beckner                                       | CUB Cuba Rafael Lecuona Luis Santana Francisco Cascante Baldomero Rubiera Ángel Franco Roberto Villacián                               | ARG Argentina Juan Caviglia Ovidio Ferrari César Bonoris Enrique Rapesta Joaquín Zbikowski Jaroslav Slanina              |
| Chicago 1959          | USA Estados Unidos Jack Beckner Don Tonry Gregor Weiss Abie Grossfeld Gar O'Quinn Jamile Ashmore                                  | CAN Canadá Richard Montpetit Carl Girard Hans Gerbig Dieter Weichort Nino Marion William Vennels                                       | ARG Argentina Juan Caviglia Ricardo Licenziato César Bonoris Martín Carranza Bautista di Giacomo José Flecha             |
| São Paulo 1963        | USA Estados Unidos Jay Warner Don Tonry Fred Orlofsky Abie Grossfeld Gar O'Quinn Jamile Ashmore                                   | CAN Canadá Richard Montpetit Wilhelm Weiler Roger Dion Ivan Boisclair Nino Marion                                                      | CUB Cuba Octavio Suárez Héctor Ramírez Andrés González Félix Padrón Luis de Pablo Juan Pizarro                           |
| Winnipeg 1967         | USA Estados Unidos Fred Roethlisberger Dave Thor Mark Cohn Arno Lascari Robert Emery Richard Lloyd                                | CUB Cuba Héctor Ramírez Octavio Suárez Jorge Rodríguez Andrés González Pablo Hernández Carlos Garcia                                   | MEX México Armando Valles Armando Garcia Fernando Valles Rogelio Mendoza Enrique García Enrique Salazar                  |
| Cáli 1971             | CUB Cuba | USA Estados Unidos Gary Anderson David Butzman John Crosby John Ellas Thomas Lindner Brent Simmons                                     | CAN Canadá |
| Cidade do México 1975 | USA Estados Unidos Marshall Avener Bart Conner Peter Kormann Kurt Thomas Glenn Tidwell Gene Whelan                                | CUB Cuba | MEX México |
| San Juan 1979         | CUB Cuba | CAN Canadá | BRA Brasil |
| Caracas 1983          | CUB Cuba | USA Estados Unidos Brian Babcock Tom Beach Mark Caso Billy Paul Mario McCutcheon Joey Ray                                              | CAN Canadá |
| Indianápolis 1987     | USA Estados Unidos Tim Daggett Kevin Davis Brian Ginsberg Scott Johnson Charles Lakes Tom Schlesinger                             | CUB Cuba | BRA Brasil Gerson Gnoatto Gil Pinto Marco Monteiro                                                                       |
| Havana 1991           | CUB Cuba | USA Estados Unidos Trent Dimas Jeff Lutz Dominick Minicucci Bob Stelter Mike Racanelli Mark Warburton                                  | MEX México |
| Mar del Plata 1995    | USA Estados Unidos Mihai Bagiu Stephen McCain John Roethlisberger Bill Roth Kip Simons Chainey Umphrey Chris Waller               | CUB Cuba | CAN Canadá |
| Winnipeg 1999         | CUB Cuba Yohandy Diaz Erick López Lázaro Lamelas Adonis Vázquez Francisco Dias Abel Driggs                                        | USA Estados Unidos Raj Bhavsar Michael Ashe Stephen McCain Michael Dutka Chris Young Michael Moran                                     | CAN Canadá Darin Good Richard Ikeda Alexander Jeltkov Kris Burley Roshawn Amendra Grant Golding                          |
| Santo Domingo 2003    | CUB Cuba Erick López Charles León Tamayo Abel Driggs Michael Brito Lazaro Lamelas Yoslani Mendoza                                 | BRA Brasil Danilo Nogueira Diego Hypólito Michel Conceição Mosiah Rodrigues Victor Rosa Vitor Camargo                                  | USA Estados Unidos Clayton Strother Daniel Gill Jonathan Horton David Sender David Durante Alexander Artemev             |
| Rio de Janeiro 2007   | PUR Porto Rico Rafael Morales Castado Reinaldo Oquendo Tommy Ramos Luis Rivera Alexander Rodríguez Luis Vargas                    | BRA Brasil Luiz Anjos Diego Hypólito Danilo Nogueira Mosiah Rodrigues Victor Rosa Adan Santos                                          | USA Estados Unidos Guillermo Alvarez David Durante Sean Golden Joseph Hagerty Justin Spring Todd Thornton                |
| Guadalajara 2011      | BRA Brasil Francisco Barretto Júnior Petrix Barbosa Péricles Silva Diego Hypólito Arthur Zanetti Sérgio Sasaki                    | PUR Porto Rico Rafael Morales Angel Ramos Tommy Ramos Luis Rivera Alexander Rodríguez Luis Vargas                                      | USA Estados Unidos Donothan Bailey Christopher Maestas Tyler Mizoguchi Sho Nakamori Paul Ruggeri Brandon Wynn            |
| Toronto 2015          | USA Estados Unidos Marvin Kimble Steven Legendre Sam Mikulak Paul Ruggeri Donnell Whittenburg                                     | BRA Brasil Francisco Barretto Júnior Caio Souza Lucas Bitencourt Arthur Zanetti Arthur Nory                                            | COL Colômbia Carlos Calvo Jossimar Calvo Jorge Hugo Giraldo Didier Lugo Jhonny Muñoz                                     |
| Lima 2019             | BRA Brasil Francisco Barretto Arthur Nory Luís Guilherme Porto Caio Souza Arthur Zanetti                                          | USA Estados Unidos Cameron Bock Grant Breckenridge Brody Malone Robert Neff Genki Suzuki                                               | CAN Canadá Zachary Clay René Cournoyer Justin Karstadt Cory Paterson Samuel Zakutney                                     |

#### Individual geral
| Jogos                 | Ouro                                   | Prata                                  | Bronze                               |
| --------------------- | -------------------------------------- | -------------------------------------- | ------------------------------------ |
| Buenos Aires 1951     | Bill Roetzheim USA Estados Unidos      | Rafael Lecuona CUB Cuba                | Juan Caviglia ARG Argentina          |
| Cidade do México 1955 | Jack Beckner USA Estados Unidos        | Joe Kotys USA Estados Unidos           | Jack Miles USA Estados Unidos        |
| Chicago 1959          | Jack Beckner USA Estados Unidos        | Abie Grossfeld USA Estados Unidos      | Don Tonry USA Estados Unidos         |
| São Paulo 1963        | Wilhelm Weiler CAN Canadá              | Don Tonry USA Estados Unidos           | Jay Werner USA Estados Unidos        |
| Winnipeg 1967         | Fred Roethlisberger USA Estados Unidos | Fernando Valles MEX México             | Dave Thor USA Estados Unidos         |
| Cáli 1971             | Jorge Rodríguez CUB Cuba               | John Crosby USA Estados Unidos         | Jorge Cuervo CUB Cuba                |
| Cidade do México 1975 | Jorge Cuervo CUB Cuba                  | Roberto Richard CUB Cuba               | Kurt Thomas USA Estados Unidos       |
| San Juan 1979         | Casimiro Suárez CUB Cuba               | Jorge Roche CUB Cuba                   | Enrique Bravo CUB Cuba               |
| Caracas 1983          | Casimiro Suárez CUB Cuba               | Brian Babcock USA Estados Unidos       | Israel Sánchez CUB Cuba              |
| Indianápolis 1987     | Scott Johnson USA Estados Unidos       | Casimiro Suárez CUB Cuba               | Tim Daggett USA Estados Unidos       |
| Havana 1991           | Erick López CUB Cuba                   | José Tejada CUB Cuba                   | Félix Aguilera CUB Cuba              |
| Mar del Plata 1995    | Erick López CUB Cuba                   | John Roethlisberger USA Estados Unidos | Lazaro Lamelas CUB Cuba              |
| Winnipeg 1999         | Erick López CUB Cuba                   | Alexander Jeltkov CAN Canadá           | Lazaro Lamelas CUB Cuba              |
| Santo Domingo 2003    | Erick López CUB Cuba                   | David Durante USA Estados Unidos       | Giovanni Quintero COL Colômbia       |
| Rio de Janeiro 2007   | José Luis Fuentes VEN Venezuela        | Jorge Hugo Giraldo COL Colômbia        | Guillermo Alvarez USA Estados Unidos |
| Guadalajara 2011      | Jossimar Calvo COL Colômbia            | Jorge Hugo Giraldo COL Colômbia        | Tomás González CHI Chile             |
| Toronto 2015          | Sam Mikulak USA Estados Unidos         | Manrique Larduet CUB Cuba              | Jossimar Calvo COL Colômbia          |
| Lima 2019             | Caio Souza BRA Brasil                  | Arthur Nory BRA Brasil                 | Cory Paterson CAN Canadá             |

#### Solo
| Jogos                 | Ouro                              | Prata                                                           | Bronze                                                        |
| --------------------- | --------------------------------- | --------------------------------------------------------------- | ------------------------------------------------------------- |
| Buenos Aires 1951     | Juan Caviglia ARG Argentina       | Bill Roetzheim USA Estados Unidos                               | Francisco Cascante CUB Cuba                                   |
| Cidade do México 1955 | Jack Beckner USA Estados Unidos   | Joe Kotys USA Estados Unidos                                    | Juan Caviglia ARG Argentina Abie Grossfeld USA Estados Unidos |
| Chicago 1959          | Abie Grossfeld USA Estados Unidos | Jamile Ashmore USA Estados Unidos                               | Don Tonry USA Estados Unidos                                  |
| São Paulo 1963        | Wilhelm Weiler CAN Canadá         | Héctor Ramírez CUB Cuba                                         | Don Tonry USA Estados Unidos                                  |
| Winnipeg 1967         | Hector Ramírez CUB Cuba           | Richard Lloyd USA Estados Unidos                                | Armando García MEX México Dave Thor USA Estados Unidos        |
| Cáli 1971             | John Crosby USA Estados Unidos    | Jorge Rodríguez CUB Cuba                                        | Emilio Sagre CUB Cuba                                         |
| Cidade do México 1975 | Peter Kormann USA Estados Unidos  | Jorge Cuervo CUB Cuba                                           | Bart Conner USA Estados Unidos                                |
| San Juan 1979         | Casimiro Suárez CUB Cuba          | Warren Long CAN Canadá                                          | Jorge Roche CUB Cuba                                          |
| Caracas 1983          | Casimiro Suárez CUB Cuba          | Jesús Rivera CUB Cuba                                           | Mark Caso USA Estados Unidos                                  |
| Indianápolis 1987     | Casimiro Suárez CUB Cuba          | Scott Johnson USA Estados Unidos                                | Félix Aguilera CUB Cuba                                       |
| Havana 1991           | Damian Merino CUB Cuba            | Mike Racanelli USA Estados Unidos                               | Trent Dimas USA Estados Unidos                                |
| Mar del Plata 1995    | Damian Merino CUB Cuba            | Bill Roth USA Estados Unidos                                    | Kris Burley CAN Canadá                                        |
| Winnipeg 1999         | Eric Pedercini ARG Argentina      | Yoandry Díaz CUB Cuba                                           | Víctor Solorzano VEN Venezuela                                |
| Santo Domingo 2003    | Brandon O'Neill CAN Canadá        | Michel Conceição BRA Brasil Clayton Strother USA Estados Unidos | Não premiado                                                  |
| Rio de Janeiro 2007   | Diego Hypólito BRA Brasil         | Guillermo Alvarez USA Estados Unidos                            | Tomás González CHI Chile                                      |
| Guadalajara 2011      | Diego Hypólito BRA Brasil         | Tomás González CHI Chile                                        | Alexander Rodríguez PUR Porto Rico                            |
| Toronto 2015          | Jorge Vega GUA Guatemala          | Donnell Whittenburg USA Estados Unidos                          | Sam Mikulak USA Estados Unidos                                |
| Lima 2019             | Tomás González CHI Chile          | Robert Neff USA Estados Unidos                                  | Andrés Martínez COL Colômbia                                  |

#### Cavalo com alças
| Jogos                 | Ouro                                                         | Prata                             | Bronze                                                                       |
| --------------------- | ------------------------------------------------------------ | --------------------------------- | ---------------------------------------------------------------------------- |
| Buenos Aires 1951     | Rafael Lecuona CUB Cuba                                      | Bill Roetzheim USA Estados Unidos | Ovidio Ferrari ARG Argentina                                                 |
| Cidade do México 1955 | Jack Beckner USA Estados Unidos                              | Rafael Lecuona CUB Cuba           | Joe Kotys USA Estados Unidos                                                 |
| Chicago 1959          | Gregor Weiss USA Estados Unidos                              | Richard Montpetit CAN Canadá      | Jack Beckner USA Estados Unidos Gar O'Quinn USA Estados Unidos               |
| São Paulo 1963        | Gar O'Quinn USA Estados Unidos                               | Wilhelm Weiler CAN Canadá         | Richard Montpetit CAN Canadá                                                 |
| Winnipeg 1967         | Mark Cohn USA Estados Unidos                                 | Richard Lloyd USA Estados Unidos  | Dave Thor USA Estados Unidos                                                 |
| Cáli 1971             | Jorge Rodríguez CUB Cuba                                     | John Crosby USA Estados Unidos    | John Ellas USA Estados Unidos                                                |
| Cidade do México 1975 | Roberto Richard CUB Cuba                                     | Kurt Thomas USA Estados Unidos    | Gene Whelan USA Estados Unidos                                               |
| San Juan 1979         | Roberto Richard CUB Cuba                                     | Enrique Bravo CUB Cuba            | Jean Choquette CAN Canadá                                                    |
| Caracas 1983          | Luis Amador CUB Cuba                                         | Brian Babcock USA Estados Unidos  | Israel Sánchez CUB Cuba                                                      |
| Indianápolis 1987     | Tim Daggett USA Estados Unidos                               | Scott Johnson USA Estados Unidos  | Félix Aguilera CUB Cuba Mario Gonzales PUR Porto Rico Tony Piñeda MEX México |
| Havana 1991           | José Tejada CUB Cuba                                         | Félix Aguilera CUB Cuba           | Dominick Minicucci USA Estados Unidos                                        |
| Mar del Plata 1995    | Erick López CUB Cuba                                         | Mihai Bagiu USA Estados Unidos    | Richard Ikeda CAN Canadá                                                     |
| Winnipeg 1999         | Erick López CUB Cuba                                         | Carycel Briceno VEN Venezuela     | Jorge Giraldo COL Colômbia                                                   |
| Santo Domingo 2003    | Erick López CUB Cuba                                         | Luis Vargas PUR Porto Rico        | Mosiah Rodrigues BRA Brasil Clayton Strother USA Estados Unidos              |
| Rio de Janeiro 2007   | Luis Rivera PUR Porto Rico                                   | José Luis Fuentes VEN Venezuela   | Alexander Rodríguez PUR Porto Rico                                           |
| Guadalajara 2011      | Daniel Corral MEX México                                     | Jorge Hugo Giraldo COL Colômbia   | Jorge Pena COL Colômbia                                                      |
| Toronto 2015          | Marvin Kimble USA Estados Unidos Jossimar Calvo COL Colômbia | Nenhum premiado                   | Daniel Corral MEX México                                                     |
| Lima 2019             | Francisco Barretto BRA Brasil                                | Robert Neff USA Estados Unidos    | Carlos Calvo COL Colômbia                                                    |

#### Argolas
| Jogos                 | Ouro                                                                | Prata                                                               | Bronze                                                          |
| --------------------- | ------------------------------------------------------------------- | ------------------------------------------------------------------- | --------------------------------------------------------------- |
| Buenos Aires 1951     | Ángel Aguiar CUB Cuba                                               | Fernando Lecuona CUB Cuba                                           | Roberto Villacián CUB Cuba                                      |
| Cidade do México 1955 | Dick Beckner USA Estados Unidos                                     | Don Holder USA Estados Unidos                                       | Abie Grossfeld USA Estados Unidos Jack Miles USA Estados Unidos |
| Chicago 1959          | Jamile Ashmore USA Estados Unidos Abie Grossfeld USA Estados Unidos | Nenhum premiado                                                     | Nino Marion CAN Canadá                                          |
| São Paulo 1963        | Jamile Ashmore USA Estados Unidos                                   | Abie Grossfeld USA Estados Unidos                                   | Wilhelm Weiler CAN Canadá                                       |
| Winnipeg 1967         | Fernando Valles MEX México                                          | Mark Cohn USA Estados Unidos Fred Roethlisberger USA Estados Unidos | Nenhum premiado                                                 |
| Cáli 1971             | John Crosby USA Estados Unidos John Ellas USA Estados Unidos        | Nenhum premiado                                                     | Jorge Rodríguez CUB Cuba André Simard CAN Canadá                |
| Cidade do México 1975 | Jorge Cuervo CUB Cuba Roberto Richard CUB Cuba                      | Nenhum premiado                                                     | Bart Conner USA Estados Unidos                                  |
| San Juan 1979         | Jorge Roche CUB Cuba                                                | Mario Castro CUB Cuba                                               | Jeff LaFleur USA Estados Unidos                                 |
| Caracas 1983          | Casimiro Suárez CUB Cuba                                            | Israel Sánchez CUB Cuba                                             | Mark Caso USA Estados Unidos                                    |
| Indianápolis 1987     | Scott Johnson USA Estados Unidos                                    | José Fraga CUB Cuba                                                 | Luis Cartaya CUB Cuba Brian Ginsberg USA Estados Unidos         |
| Havana 1991           | Damian Merino CUB Cuba                                              | Erick López CUB Cuba                                                | Bob Stelter USA Estados Unidos                                  |
| Mar del Plata 1995    | Damian Merino CUB Cuba                                              | John Roethlisberger USA Estados Unidos                              | Erick López CUB Cuba                                            |
| Winnipeg 1999         | Erick López CUB Cuba                                                | Sergio Alvario ARG Argentina                                        | Diego Lizardi PUR Porto Rico                                    |
| Santo Domingo 2003    | Erick López CUB Cuba                                                | Regulo Carmona VEN Venezuela                                        | Abel Driggs CUB Cuba                                            |
| Rio de Janeiro 2007   | Regulo Carmona VEN Venezuela                                        | Sean Golden USA Estados Unidos                                      | Carlos Carbonell VEN Venezuela                                  |
| Guadalajara 2011      | Brandon Wynn USA Estados Unidos                                     | Arthur Zanetti BRA Brasil                                           | Christopher Maestas USA Estados Unidos                          |
| Toronto 2015          | Arthur Zanetti BRA Brasil                                           | Donnell Whittenburg USA Estados Unidos                              | Manrique Larduet CUB Cuba                                       |
| Lima 2019             | Fabián de Luna MEX México                                           | Arthur Zanetti BRA Brasil                                           | Federico Molinari ARG Argentina                                 |

#### Salto
| Jogos                 | Ouro                                      | Prata                                                        | Bronze                                                                                  |
| --------------------- | ----------------------------------------- | ------------------------------------------------------------ | --------------------------------------------------------------------------------------- |
| Buenos Aires 1951     | Ángel Aguiar CUB Cuba                     | Rafael Lecuona CUB Cuba                                      | Ovidio Ferrari ARG Argentina                                                            |
| Cidade do México 1955 | Joe Kotys USA Estados Unidos              | Don Holder USA Estados Unidos Jack Miles USA Estados Unidos  | Nenhum premiado                                                                         |
| Chicago 1959          | Jack Beckner USA Estados Unidos           | Richard Montpetit CAN Canadá Gregor Weiss USA Estados Unidos | Nenhum premiado                                                                         |
| São Paulo 1963        | Wilhelm Weiler CAN Canadá                 | Jay Werner USA Estados Unidos                                | Don Tonry USA Estados Unidos                                                            |
| Winnipeg 1967         | Jorge Rodríguez CUB Cuba                  | Octavio Suárez CUB Cuba                                      | Roger Dion CAN Canadá Rogelio Mendoza MEX México Fred Roethlisberger USA Estados Unidos |
| Cáli 1971             | Jorge Cuervo CUB Cuba                     | Jorge Rodríguez CUB Cuba                                     | John Crosby USA Estados Unidos                                                          |
| Cidade do México 1975 | Jorge Cuervo CUB Cuba                     | Kurt Thomas USA Estados Unidos                               | Marshall Avener USA Estados Unidos                                                      |
| San Juan 1979         | Casimiro Suárez CUB Cuba                  | Warren Long CAN Canadá                                       | Richard Mazabel PER Peru                                                                |
| Caracas 1983          | Casimiro Suárez CUB Cuba                  | Jorge Marin VEN Venezuela Israel Sánchez CUB Cuba            | Nenhum premiado                                                                         |
| Indianápolis 1987     | Casimiro Suárez CUB Cuba                  | Scott Johnson USA Estados Unidos                             | Alejandro Peniche MEX México                                                            |
| Havana 1991           | Erick López CUB Cuba                      | Casimiro Suárez CUB Cuba                                     | Victor Colon PUR Porto Rico Alejandro Peniche MEX México                                |
| Mar del Plata 1995    | Víctor Solorzano VEN Venezuela            | Lazaro Lamelas CUB Cuba                                      | Kris Burley CAN Canadá                                                                  |
| Winnipeg 1999         | Abel Driggs CUB Cuba                      | Yoandry Díaz CUB Cuba                                        | Kris Burley CAN Canadá                                                                  |
| Santo Domingo 2003    | Erick López CUB Cuba                      | Diego Hypólito BRA Brasil                                    | Michel Conceição BRA Brasil                                                             |
| Rio de Janeiro 2007   | Diego Hypólito BRA Brasil                 | Tomás González CHI Chile                                     | Luis Rivera PUR Porto Rico                                                              |
| Guadalajara 2011      | Diego Hypólito BRA Brasil                 | Tomás González CHI Chile                                     | Hugh Smith CAN Canadá                                                                   |
| Toronto 2015          | Manrique Larduet CUB Cuba                 | Donnell Whittenburg USA Estados Unidos                       | Caio Souza BRA Brasil                                                                   |
| Lima 2019             | Audrys Nin Reyes DOM República Dominicana | Jorge Vega GUA Guatemala                                     | Alejandro de la Cruz CUB Cuba                                                           |

#### Barras paralelas
| Jogos                 | Ouro                                                                    | Prata                                                                                      | Bronze                                                                     |
| --------------------- | ----------------------------------------------------------------------- | ------------------------------------------------------------------------------------------ | -------------------------------------------------------------------------- |
| Buenos Aires 1951     | Pedro Lonchibuco ARG Argentina                                          | Enrique Rapesta ARG Argentina                                                              | Juan Caviglia ARG Argentina                                                |
| Cidade do México 1955 | Jack Beckner USA Estados Unidos Dick Beckner USA Estados Unidos         | Nenhum premiado                                                                            | Abie Grossfeld USA Estados Unidos                                          |
| Chicago 1959          | Jack Beckner USA Estados Unidos                                         | Gregor Weiss USA Estados Unidos                                                            | Don Tonry USA Estados Unidos                                               |
| São Paulo 1963        | Don Tonry USA Estados Unidos                                            | Wilhelm Weiler CAN Canadá                                                                  | Gar O'Quinn USA Estados Unidos                                             |
| Winnipeg 1967         | Richard Lloyd USA Estados Unidos Fred Roethlisberger USA Estados Unidos | Nenhum premiado                                                                            | Arno Lascari USA Estados Unidos                                            |
| Cáli 1971             | John Ellas USA Estados Unidos                                           | John Crosby USA Estados Unidos                                                             | David Butzman USA Estados Unidos                                           |
| Cidade do México 1975 | Roberto Richard CUB Cuba                                                | Gene Whelan USA Estados Unidos                                                             | Jorge Cuervo CUB Cuba                                                      |
| San Juan 1979         | Roberto Richard CUB Cuba                                                | Daniel Muenz USA Estados Unidos                                                            | Enrique Bravo CUB Cuba                                                     |
| Caracas 1983          | Roberto Richard CUB Cuba                                                | Tom Beach USA Estados Unidos                                                               | Casimiro Suárez CUB Cuba                                                   |
| Indianápolis 1987     | Scott Johnson USA Estados Unidos                                        | Casimiro Suárez CUB Cuba                                                                   | Félix Aguilera CUB Cuba                                                    |
| Havana 1991           | Erick López CUB Cuba Dominick Minicucci USA Estados Unidos              | Nenhum premiado                                                                            | Félix Aguilera CUB Cuba Luis López MEX México Alejandro Peniche MEX México |
| Mar del Plata 1995    | Erick López CUB Cuba                                                    | Lazaro Lamelas CUB Cuba                                                                    | Isidro Ibarrondo ARG Argentina                                             |
| Winnipeg 1999         | Erick López CUB Cuba                                                    | Jorge Giraldo COL Colômbia                                                                 | Abel Driggs CUB Cuba                                                       |
| Santo Domingo 2003    | Erick López CUB Cuba                                                    | Abel Driggs CUB Cuba                                                                       | Jorge Giraldo COL Colômbia                                                 |
| Rio de Janeiro 2007   | Justin Spring USA Estados Unidos                                        | Jorge Hugo Giraldo COL Colômbia                                                            | Luis Vargas PUR Porto Rico                                                 |
| Guadalajara 2011      | Daniel Corral MEX México                                                | Jorge Hugo Giraldo COL Colômbia Luis Vargas PUR Porto Rico Paul Ruggeri USA Estados Unidos | Nenhum premiado                                                            |
| Toronto 2015          | Jossimar Calvo COL Colômbia                                             | Manrique Larduet CUB Cuba                                                                  | Sam Mikulak USA Estados Unidos                                             |
| Lima 2019             | Isaac Núñez MEX México                                                  | Caio Souza BRA Brasil                                                                      | Cameron Bock USA Estados Unidos                                            |

#### Barra fixa
| Jogos                 | Ouro                                   | Prata                                                     | Bronze                                                 |
| --------------------- | -------------------------------------- | --------------------------------------------------------- | ------------------------------------------------------ |
| Buenos Aires 1951     | Bill Roetzheim USA Estados Unidos      | Juan Caviglia ARG Argentina                               | César Bonoris ARG Argentina                            |
| Cidade do México 1955 | Abie Grossfeld USA Estados Unidos      | Jack Miles USA Estados Unidos                             | Joe Kotys USA Estados Unidos                           |
| Chicago 1959          | Abie Grossfeld USA Estados Unidos      | Jack Beckner USA Estados Unidos                           | Don Tonry USA Estados Unidos                           |
| São Paulo 1963        | Abie Grossfeld USA Estados Unidos      | Wilhelm Weiler CAN Canadá                                 | Jay Werner USA Estados Unidos                          |
| Winnipeg 1967         | Fred Roethlisberger USA Estados Unidos | Fernando Valles MEX México                                | Dave Thor USA Estados Unidos                           |
| Cáli 1971             | Jorge Rodríguez CUB Cuba               | John Crosby USA Estados Unidos                            | Jorge Cuervo CUB Cuba Brent Simmons USA Estados Unidos |
| Cidade do México 1975 | Jorge Cuervo CUB Cuba                  | Gene Whelan USA Estados Unidos                            | Kurt Thomas USA Estados Unidos                         |
| San Juan 1979         | Jorge Roche CUB Cuba                   | Roberto Richard CUB Cuba                                  | Warren Long CAN Canadá                                 |
| Caracas 1983          | Casimiro Suárez CUB Cuba               | Jesús Rivera CUB Cuba                                     | Billy Paul USA Estados Unidos                          |
| Indianápolis 1987     | Félix Aguilera CUB Cuba                | Scott Johnson USA Estados Unidos Casimiro Suárez CUB Cuba | Nenhum premiado                                        |
| Havana 1991           | Félix Aguilera CUB Cuba                | Luis López MEX México                                     | Trent Dimas USA Estados Unidos                         |
| Mar del Plata 1995    | John Roethlisberger USA Estados Unidos | Victor Colon PUR Porto Rico                               | Bill Roth USA Estados Unidos                           |
| Winnipeg 1999         | Alexander Jeltkov CAN Canadá           | Erick López CUB Cuba                                      | Luis Vargas PUR Porto Rico                             |
| Santo Domingo 2003    | Tommy Ramos PUR Porto Rico             | Michael Brito CUB Cuba                                    | Mosiah Rodrigues BRA Brasil                            |
| Rio de Janeiro 2007   | Mosiah Rodrigues BRA Brasil            | Jorge Hugo Giraldo COL Colômbia                           | Danilo Nogueira BRA Brasil                             |
| Guadalajara 2011      | Paul Ruggeri USA Estados Unidos        | Jossimar Calvo COL Colômbia                               | Angel Ramos PUR Porto Rico                             |
| Toronto 2015          | Jossimar Calvo COL Colômbia            | Kevin Lytwyn CAN Canadá                                   | Paul Ruggeri USA Estados Unidos                        |
| Lima 2019             | Francisco Barretto BRA Brasil          | Arthur Nory BRA Brasil                                    | Huber Godoy CUB Cuba                                   |

#### Eventos extintos

##### Solo em equipe
| Jogos                 | Ouro | Prata | Bronze |
| --------------------- | --- | --- | --- |
| Buenos Aires 1951     | ARG Argentina Mario Fizbein Ovidio Ferrari César Bonoris Jorge Soler Enrique Rapesta Pedro Lonchibuco Juan Caviglia Roberto Núñez | CUB Cuba José Vázquez Raimundo Rey Francisco Cascante Baldomero Rubiera Roberto Villacián Fernando Lecuona Ángel Aguiar Rafael Lecuona | MEX México José Savignon Manuel Ortiz Carlos Duarte José Rosellón Rubén Lira Guillermo Yáñez Manuel Guzmán Everardo Rios |
| Cidade do México 1955 | USA Estados Unidos Jack Beckner Joe Kotys Jack Miles Abie Grossfeld Don Holder Dick Beckner                                       | CUB Cuba Rafael Lecuona Luis Santana Francisco Cascante Baldomero Rubiera Ángel Franco Roberto Villacián                               | ARG Argentina Juan Caviglia Ovidio Ferrari César Bonoris Enrique Rapesta Joaquín Zbikowski Jaroslav Slanina              |

##### Cavalo com alças em equipe
| Jogos                 | Ouro | Prata | Bronze |
| --------------------- | --- | --- | --- |
| Buenos Aires 1951     | ARG Argentina Mario Fizbein Ovidio Ferrari César Bonoris Jorge Soler Enrique Rapesta Pedro Lonchibuco Juan Caviglia Roberto Núñez | CUB Cuba José Vázquez Raimundo Rey Francisco Cascante Baldomero Rubiera Roberto Villacián Fernando Lecuona Ángel Aguiar Rafael Lecuona | MEX México José Savignon Manuel Ortiz Carlos Duarte José Rosellón Rubén Lira Guillermo Yáñez Manuel Guzmán Everardo Rios |
| Cidade do México 1955 | USA Estados Unidos Jack Beckner Joe Kotys Jack Miles Abie Grossfeld Don Holder Dick Beckner                                       | CUB Cuba Rafael Lecuona Luis Santana Francisco Cascante Baldomero Rubiera Ángel Franco Roberto Villacián                               | ARG Argentina Juan Caviglia Ovidio Ferrari César Bonoris Enrique Rapesta Joaquín Zbikowski Jaroslav Slanina              |

##### Argolas em equipe
| Jogos                 | Ouro | Prata | Bronze |
| --------------------- | --- | --- | --- |
| Buenos Aires 1951     | CUB Cuba Rafael Lecuona Luis Santana Francisco Cascante Baldomero Rubiera Ángel Franco Roberto Villacián | ARG Argentina Juan Caviglia Ovidio Ferrari César Bonoris Enrique Rapesta Joaquín Zbikowski Jaroslav Slanina | MEX México José Savignon Manuel Ortiz Carlos Duarte José Rosellón Rubén Lira Guillermo Yáñez Manuel Guzmán Everardo Rios |
| Cidade do México 1955 | USA Estados Unidos Jack Beckner Joe Kotys Jack Miles Abie Grossfeld Don Holder Dick Beckner              | CUB Cuba Rafael Lecuona Luis Santana Francisco Cascante Baldomero Rubiera Ángel Franco Roberto Villacián    | ARG Argentina Juan Caviglia Ovidio Ferrari César Bonoris Enrique Rapesta Joaquín Zbikowski Jaroslav Slanina              |

##### Salto em equipe
| Jogos                 | Ouro | Prata | Bronze |
| --------------------- | --- | --- | --- |
| Buenos Aires 1951     | CUB Cuba Rafael Lecuona Luis Santana Francisco Cascante Baldomero Rubiera Ángel Franco Roberto Villacián | ARG Argentina Juan Caviglia Ovidio Ferrari César Bonoris Enrique Rapesta Joaquín Zbikowski Jaroslav Slanina | MEX México José Savignon Manuel Ortiz Carlos Duarte José Rosellón Rubén Lira Guillermo Yáñez Manuel Guzmán Everardo Rios |
| Cidade do México 1955 | USA Estados Unidos Jack Beckner Joe Kotys Jack Miles Abie Grossfeld Don Holder Dick Beckner              | ARG Argentina Juan Caviglia Ovidio Ferrari César Bonoris Enrique Rapesta Joaquín Zbikowski Jaroslav Slanina | CUB Cuba Rafael Lecuona Luis Santana Francisco Cascante Baldomero Rubiera Ángel Franco Roberto Villacián                 |

##### Barras paralelas em equipe
| Jogos                 | Ouro | Prata | Bronze |
| --------------------- | --- | --- | --- |
| Buenos Aires 1951     | CUB Cuba José Vázquez Raimundo Rey Francisco Cascante Baldomero Rubiera Roberto Villacián Fernando Lecuona Ángel Aguiar Rafael Lecuona | ARG Argentina Mario Fizbein Ovidio Ferrari César Bonoris Jorge Soler Enrique Rapesta Pedro Lonchibuco Juan Caviglia Roberto Núñez | MEX México José Savignon Manuel Ortiz Carlos Duarte José Rosellón Rubén Lira Guillermo Yáñez Manuel Guzmán Everardo Rios |
| Cidade do México 1955 | USA Estados Unidos Jack Beckner Joe Kotys Jack Miles Abie Grossfeld Don Holder Dick Beckner                                            | CUB Cuba Rafael Lecuona Luis Santana Francisco Cascante Baldomero Rubiera Ángel Franco Roberto Villacián                          | ARG Argentina Juan Caviglia Ovidio Ferrari César Bonoris Enrique Rapesta Joaquín Zbikowski Jaroslav Slanina              |

##### Barra fixa em equipe
| Jogos                 | Ouro | Prata | Bronze |
| --------------------- | --- | --- | --- |
| Buenos Aires 1951     | ARG Argentina Mario Fizbein Ovidio Ferrari César Bonoris Jorge Soler Enrique Rapesta Pedro Lonchibuco Juan Caviglia Roberto Núñez | MEX México José Savignon Manuel Ortiz Carlos Duarte José Rosellón Rubén Lira Guillermo Yáñez Manuel Guzmán Everardo Rios | CUB Cuba José Vázquez Raimundo Rey Francisco Cascante Baldomero Rubiera Roberto Villacián Fernando Lecuona Ángel Aguiar Rafael Lecuona |
| Cidade do México 1955 | USA Estados Unidos Jack Beckner Joe Kotys Jack Miles Abie Grossfeld Don Holder Dick Beckner                                       | ARG Argentina Juan Caviglia Ovidio Ferrari César Bonoris Enrique Rapesta Joaquín Zbikowski Jaroslav Slanina              | CUB Cuba Rafael Lecuona Luis Santana Francisco Cascante Baldomero Rubiera Ángel Franco Roberto Villacián                               |

### Feminino

#### Equipes
| Jogos                 | Ouro | Prata | Bronze |
| --------------------- | --- | --- | --- |
| Chicago 1959          | USA Estados Unidos Betty Maycock Cassie Collawn Teri Montefusco Sharon Phelps Judy Klauser Sharon Richardson         | CAN Canadá Ernestine Russell Marie-Claire Larsen Louise Parker Leissa Kroll Rosemary Ripley Margaret Schran       | Não premiado |
| São Paulo 1963        | USA Estados Unidos Doris Fuchs Dale McClements Kathleen Corrigan Avis Tieber Marie Walther Muriel Grossfeld          | CAN Canadá Gail Daley Dorothy Haworth Susan McDonnel Maureen McDonald Leissa Kroll                                | CUB Cuba Yolanda Williams Julia Uria Nancy Aldama Yolanda Vega Lilia Wong Toren Oliva                                     |
| Winnipeg 1967         | USA Estados Unidos Linda Metheny Joyce Tanac Kathy Gleason Marie Walther Donna Schaenzer Deborah Bailey              | CAN Canadá Susan McDonnell Sandra Hartley Marilynn Minaker Glenna Sebestyen Suzanne Cloutier Dianne Masse         | CUB Cuba Zulema Bregado Nancy Aldama Manuela Ponce Yolanda Vega Yolanda Williams Julia Uria                               |
| Cáli 1971             | USA Estados Unidos Kimberly Chase Theresa Fileccia Adele Gleaves Linda Metheny Roxanne Pierce Terry Spencer          | CUB Cuba | CAN Canadá |
| Cidade do México 1975 | USA Estados Unidos Ann Carr Kolleen Casey Diane Dunbar Kathy Howard Roxanne Pierce Debra Willcox                     | CUB Cuba | MEX México |
| San Juan 1979         | CAN Canadá Monica Goerman Elfi Schlegel Sherry Hawko Diana Carnegie Ellen Stewart Carmen Alie Shannon Fleming        | CUB Cuba Tania González Orisel Martínez Elsa Chivás Vicenta Cruzata Zulma Rodriguez Anet Rubido Ileana Pérez      | MEX México Esther Thomas Gabriela Apellániz Michelle Popoff Olga Brito Estela de la Torre Patricia García Yeini Gutiérrez |
| Caracas 1983          | USA Estados Unidos Tracy Bulter Yumi Mordre Cindy Rosenberry Trina Tinti Lucy Wener Lisa Wittwer                     | CUB Cuba Anet Rubido, Luisa Prieto, Orisel Martinez, Isabel Cruzata, Elsa Chivas, Tania Gonzalez                  | BRA Brasil Tatiana Figueirêdo Jacqueline Pires Cláudia Costa Miriam Fernandes Altair Prado Denilse Campos                 |
| Indianápolis 1987     | USA Estados Unidos Rhonda Faehn Kelly Garrison-Steves Sabrina Mar Missy Marlowe Kristie Phillips Hope Spivey         | CUB Cuba Laura Rodríguez, Luisa Prieto, Tania Guia, Elsa Chivas, Ibis Naredo, Lufea Prieto                        | CAN Canadá Andrea Conway Yanic Giguère Ildiko Hattayer Theresa Mackenzie Amélie Major Daphné Vallières                    |
| Havana 1991           | USA Estados Unidos Hillary Anderson Juliet Bangerter Kristin McDermott Chelle Stack Stephanie Woods Anne Woynerowski | CUB Cuba | CAN Canadá |
| Mar del Plata 1995    | USA Estados Unidos Mary Beth Arnold Amanda Borden Amy Chow Shannon Miller Kristy Powell Katie Teft Doni Thompson     | CUB Cuba | ARG Argentina |
| Winnipeg 1999         | CAN Canadá Yvonne Tousek Lise Leveille Michelle Conway Kate Richardson Emilie Fournier Julie Beaulieu                | USA Estados Unidos Jeanette Antolin Alyssa Beckerman Jamie Dantzscher Erinn Dooley Jennie Thompson Morgan White   | BRA Brasil Patricia Aokl Daniele Hypólito Heine Araújo Marilia Gomes Daiane dos Santos Camila Comin                       |
| Santo Domingo 2003    | USA Estados Unidos Nastia Liukin Courtney McCool Tia Orlando Chellsie Memmel Marcia Newby Allyse Ishino              | CAN Canadá Melanie Banville Lydia Williams Heather Purnell Richelle Simpson Gael Mackie Kylie Stone               | BRA Brasil Ana Paula Rodrigues Camila Comin Caroline Molinari Daiane dos Santos Daniele Hypólito Laís Souza               |
| Rio de Janeiro 2007   | USA Estados Unidos Rebecca Bross Ivana Hong Shawn Johnson Nastia Liukin Samantha Peszek Amber Trani                  | BRA Brasil Jade Barbosa Khiuani Dias Daniele Hypólito Ana Silva Laís Souza Daiane dos Santos                      | CAN Canadá Stéphanie Desjardins-Labelle Peng Peng Lee Ti Liu Charlotte Mackie Brittany Rogers Emma Willis                 |
| Guadalajara 2011      | USA Estados Unidos Bridgette Caquatto Jessie DeZiel Brandie Jay Shawn Johnson Grace McLaughlin Bridget Sloan         | CAN Canadá Kristina Vaculik Peng Peng Lee Coralie Leblond-Chartrand Mikaela Gerber Dominique Pegg Talia Chiarelli | MEX México Elsa García Marisela Cantú Ana Lago Karla Salazar Yessenia Estrada Alexa Moreno                                |
| Toronto 2015          | USA Estados Unidos Madison Desch Rachel Gowey Amelia Hundley Emily Schild Megan Skaggs                               | CAN Canadá Ellie Black Maegan Chant Madison Copiak Isabela Onyshko Victoria Woo                                   | BRA Brasil Lorrane Oliveira Letícia Costa Flávia Saraiva Daniele Hypólito Julie Sinmon                                    |
| Lima 2019             | USA Estados Unidos Kara Eaker Aleah Finnegan Morgan Hurd Riley McCusker Leanne Wong                                  | CAN Canadá Ellie Black Brooklyn Moors Shallon Olsen Isabela Onyshko Victoria-Kayen Woo                            | BRA Brasil Jade Barbosa Thaís Fidélis Lorrane Oliveira Carolyne Pedro Flávia Saraiva                                      |

#### Individual geral
| Jogos                 | Ouro                                  | Prata                                                                   | Bronze                             |
| --------------------- | ------------------------------------- | ----------------------------------------------------------------------- | ---------------------------------- |
| Chicago 1959          | Ernestine Russell CAN Canadá          | Betty Maycock USA Estados Unidos                                        | Marie-Claire Larsen CAN Canadá     |
| São Paulo 1963        | Doris Fuchs USA Estados Unidos        | Dale McClements USA Estados Unidos Kathleen Corrigan USA Estados Unidos | Nenhuma premiada                   |
| Winnipeg 1967         | Linda Metheny USA Estados Unidos      | Joyce Tanac USA Estados Unidos                                          | Kathy Gleason USA Estados Unidos   |
| Cáli 1971             | Roxanne Pierce USA Estados Unidos     | Linda Metheny USA Estados Unidos                                        | Kim Chace USA Estados Unidos       |
| Cidade do México 1975 | Ann Carr USA Estados Unidos           | Roxanne Pierce USA Estados Unidos                                       | Kolleen Casey USA Estados Unidos   |
| San Juan 1979         | Monica Goermann CAN Canadá            | Jeanine Creek USA Estados Unidos                                        | Elfi Schlegel CAN Canadá           |
| Caracas 1983          | Orisel Martínez CUB Cuba              | Yumi Mordre USA Estados Unidos                                          | Lisa Wittwer USA Estados Unidos    |
| Indianápolis 1987     | Sabrina Mar USA Estados Unidos        | Kristie Phillips USA Estados Unidos                                     | Kelly Garrison USA Estados Unidos  |
| Havana 1991           | Stephanie Woods USA Estados Unidos    | Chelle Stack USA Estados Unidos                                         | Romina Plataroti ARG Argentina     |
| Mar del Plata 1995    | Shannon Miller USA Estados Unidos     | Amanda Borden USA Estados Unidos                                        | Amy Chow USA Estados Unidos        |
| Winnipeg 1999         | Morgan White USA Estados Unidos       | Michelle Conway CAN Canadá                                              | Jennie Thompson USA Estados Unidos |
| Santo Domingo 2003    | Chellsie Memmel USA Estados Unidos    | Nastia Liukin USA Estados Unidos                                        | Daniele Hypólito BRA Brasil        |
| Rio de Janeiro 2007   | Shawn Johnson USA Estados Unidos      | Rebecca Bross USA Estados Unidos                                        | Ivana Hong USA Estados Unidos      |
| Guadalajara 2011      | Bridgette Caquatto USA Estados Unidos | Ana Sofía Gómez GUA Guatemala                                           | Kristina Vaculik CAN Canadá        |
| Toronto 2015          | Ellie Black CAN Canadá                | Madison Desch USA Estados Unidos                                        | Flávia Saraiva BRA Brasil          |
| Lima 2019             | Ellie Black CAN Canadá                | Riley McCusker USA Estados Unidos                                       | Flávia Saraiva BRA Brasil          |

#### Salto
| Jogos                 | Ouro                               | Prata                                 | Bronze                                       |
| --------------------- | ---------------------------------- | ------------------------------------- | -------------------------------------------- |
| Chicago 1959          | Ernestine Russell CAN Canadá       | Betty Maycock USA Estados Unidos      | Louise Parker CAN Canadá                     |
| São Paulo 1963        | Dale McClements USA Estados Unidos | Avis Tieber USA Estados Unidos        | Kathleen Corrigan USA Estados Unidos         |
| Winnipeg 1967         | Linda Metheny USA Estados Unidos   | Donna Schaenzer USA Estados Unidos    | Marie Walther USA Estados Unidos             |
| Cáli 1971             | Roxanne Pierce USA Estados Unidos  | Miriam Villacián CUB Cuba             | Adele Gleaves USA Estados Unidos             |
| Cidade do México 1975 | Kolleen Casey USA Estados Unidos   | Debra Willcox USA Estados Unidos      | Roxanne Pierce USA Estados Unidos            |
| San Juan 1979         | Jackie Cassello USA Estados Unidos | Elfi Schlegel CAN Canadá              | Elsa Chivas CUB Cuba Tania González CUB Cuba |
| Caracas 1983          | Orisel Martínez CUB Cuba           | Luisa Prieto CUB Cuba                 | Lisa Wittwer USA Estados Unidos              |
| Indianápolis 1987     | Laura Rodríguez CUB Cuba           | Luisa Prieto CUB Cuba                 | Kristie Phillips USA Estados Unidos          |
| Havana 1991           | Luísa Parente BRA Brasil           | Anne Woyernowski USA Estados Unidos   | Jennifer Wood CAN Canadá                     |
| Mar del Plata 1995    | Amy Chow USA Estados Unidos        | Shannon Miller USA Estados Unidos     | Annia Portuondo CUB Cuba                     |
| Winnipeg 1999         | Arazay Jova CUB Cuba               | Daiane dos Santos BRA Brasil          | Eddylin Zabaleta VEN Venezuela               |
| Santo Domingo 2003    | Leyanet González CUB Cuba          | Courtney McCool USA Estados Unidos    | Brenda Magaña MEX México                     |
| Rio de Janeiro 2007   | Jade Barbosa BRA Brasil            | Amber Trani USA Estados Unidos        | Laís Souza BRA Brasil                        |
| Guadalajara 2011      | Brandie Jay USA Estados Unidos     | Elsa García MEX México                | Catalina Escobar COL Colômbia                |
| Toronto 2015          | Marcia Videaux CUB Cuba            | Yamilet Peña DOM República Dominicana | Ellie Black CAN Canadá                       |
| Lima 2019             | Ellie Black CAN Canadá             | Yesenia Ferrera CUB Cuba              | Shallon Olsen CAN Canadá                     |

#### Barras assimétricas
| Jogos                 | Ouro                                                          | Prata                                                        | Bronze                                           |
| --------------------- | ------------------------------------------------------------- | ------------------------------------------------------------ | ------------------------------------------------ |
| Chicago 1959          | Ernestine Russell CAN Canadá                                  | Teri Montefusco USA Estados Unidos                           | Marie-Claire Larsen CAN Canadá                   |
| São Paulo 1963        | Doris Fuchs USA Estados Unidos                                | Dale McClements USA Estados Unidos                           | Yolanda Williams CUB Cuba                        |
| Winnipeg 1967         | Susan McDonnell CAN Canadá                                    | Linda Metheny USA Estados Unidos                             | Kathy Gleason USA Estados Unidos                 |
| Cáli 1971             | Roxanne Pierce USA Estados Unidos                             | Linda Metheny USA Estados Unidos                             | Kim Chace USA Estados Unidos                     |
| Cidade do México 1975 | Ann Carr USA Estados Unidos Roxanne Pierce USA Estados Unidos | None awarded                                                 | Diane Dunbar USA Estados Unidos                  |
| San Juan 1979         | Monica Goermann CAN Canadá                                    | Elfi Schlegel CAN Canadá                                     | Tania González CUB Cuba                          |
| Caracas 1983          | Lucy Wener USA Estados Unidos                                 | Lisa Wittwer USA Estados Unidos                              | Tania González CUB Cuba                          |
| Indianápolis 1987     | Missy Marlowe USA Estados Unidos                              | Sabrina Mar USA Estados Unidos                               | Luísa Parente BRA Brasil                         |
| Havana 1991           | Luísa Parente BRA Brasil                                      | Hillary Anderson USA Estados Unidos Mylène Fleury CAN Canadá | None awarded                                     |
| Mar del Plata 1995    | Shannon Miller USA Estados Unidos                             | Amy Chow USA Estados Unidos                                  | Annia Portuondo CUB Cuba                         |
| Winnipeg 1999         | Yvonne Tousek CAN Canadá                                      | Julie Beaulieu CAN Canadá                                    | Morgan White USA Estados Unidos                  |
| Santo Domingo 2003    | Chellsie Memmel USA Estados Unidos                            | Daniele Hypólito BRA Brasil                                  | Nastia Liukin USA Estados Unidos                 |
| Rio de Janeiro 2007   | Shawn Johnson USA Estados Unidos                              | Nastia Liukin USA Estados Unidos                             | Laís Souza BRA Brasil                            |
| Guadalajara 2011      | Bridgette Caquatto USA Estados Unidos                         | Shawn Johnson USA Estados Unidos                             | Elsa García MEX México Marisela Cantú MEX México |
| Toronto 2015          | Rachel Gowey USA Estados Unidos                               | Jessica López VEN Venezuela                                  | Amelia Hundley USA Estados Unidos                |
| Lima 2019             | Riley McCusker USA Estados Unidos                             | Leanne Wong USA Estados Unidos                               | Ellie Black CAN Canadá                           |

#### Trave
| Jogos                 | Ouro                                                         | Prata                              | Bronze                                                             |
| --------------------- | ------------------------------------------------------------ | ---------------------------------- | ------------------------------------------------------------------ |
| Chicago 1959          | Ernestine Russell CAN Canadá                                 | Betty Maycock USA Estados Unidos   | Cassie Collawn USA Estados Unidos                                  |
| São Paulo 1963        | Doris Fuchs USA Estados Unidos                               | Dorothy Haworth CAN Canadá         | Gail Daley CAN Canadá                                              |
| Winnipeg 1967         | Linda Metheny USA Estados Unidos                             | Deborah Bailey USA Estados Unidos  | Zulima Bregado CUB Cuba                                            |
| Cáli 1971             | Kim Chace USA Estados Unidos                                 | Vivian García CUB Cuba             | Linda Metheny USA Estados Unidos Roxanne Pierce USA Estados Unidos |
| Cidade do México 1975 | Ann Carr USA Estados Unidos                                  | Kolleen Casey USA Estados Unidos   | Roxanne Pierce USA Estados Unidos                                  |
| San Juan 1979         | Sherry Hawco CAN Canadá)                                     | Jackie Cassello USA Estados Unidos | Elsa Chivas CUB Cuba Monica Goermann CAN Canadá                    |
| Caracas 1983          | Elsa Chivas CUB Cuba                                         | Orisel Martínez CUB Cuba           | Tracy Butler USA Estados Unidos                                    |
| Indianápolis 1987     | Kelly Garrison USA Estados Unidos                            | Tania Guia CUB Cuba                | Elsa Chivas CUB Cuba Sabrina Mar USA Estados Unidos                |
| Havana 1991           | Leyanet González CUB Cuba Stephanie Woods USA Estados Unidos | Nenhuma premiada                   | Odaimis Jiménez CUB Cuba Luisa Portocarrero GUA Guatemala          |
| Mar del Plata 1995    | Amanda Borden USA Estados Unidos                             | Annia Portuondo CUB Cuba           | Leyanet González CUB Cuba                                          |
| Winnipeg 1999         | Lise Leveille CAN Canadá                                     | Barbara Rivarola ARG Argentina     | Melina Sirolli ARG Argentina                                       |
| Santo Domingo 2003    | Nastia Liukin USA Estados Unidos                             | Daniele Hypólito BRA Brasil        | Chellsie Memmel USA Estados Unidos                                 |
| Rio de Janeiro 2007   | Shawn Johnson USA Estados Unidos                             | Nastia Liukin USA Estados Unidos   | Daniele Hypólito BRA Brasil                                        |
| Guadalajara 2011      | Ana Sofía Gómez GUA Guatemala                                | Kristina Vaculik CAN Canadá        | Daniele Hypólito BRA Brasil                                        |
| Toronto 2015          | Ellie Black CAN Canadá                                       | Megan Skaggs USA Estados Unidos    | Victoria Woo CAN Canadá                                            |
| Lima 2019             | Kara Eaker USA Estados Unidos                                | Ellie Black CAN Canadá             | Riley McCusker USA Estados Unidos                                  |

#### Solo
| Jogos                 | Ouro                                | Prata                             | Bronze                                                                                  |
| --------------------- | ----------------------------------- | --------------------------------- | --------------------------------------------------------------------------------------- |
| Chicago 1959          | Teri Montefusco USA Estados Unidos  | Ernestine Russell CAN Canadá      | Sharon Phelps USA Estados Unidos                                                        |
| São Paulo 1963        | Avis Tieber USA Estados Unidos      | Susan McDonnell CAN Canadá        | Kathleen Corrigan USA Estados Unidos                                                    |
| Winnipeg 1967         | Linda Metheny USA Estados Unidos    | Joyce Tanac USA Estados Unidos    | Donna Schaenzer USA Estados Unidos                                                      |
| Cáli 1971             | Linda Metheny USA Estados Unidos    | Kim Chace USA Estados Unidos      | Lise Arsenault CAN Canadá Jennifer Diachun CAN Canadá Roxanne Pierce USA Estados Unidos |
| Cidade do México 1975 | Ann Carr USA Estados Unidos         | Kathy Howard USA Estados Unidos   | Vicenta Cruzata CUB Cuba Roxanne Pierce USA Estados Unidos                              |
| San Juan 1979         | Jeanine Creek USA Estados Unidos    | Heidi Anderson USA Estados Unidos | Monica Goermann CAN Canadá                                                              |
| Caracas 1983          | Yumi Mordre USA Estados Unidos      | Orisel Martínez CUB Cuba          | Lisa Wittwer USA Estados Unidos                                                         |
| Indianápolis 1987     | Kristie Phillips USA Estados Unidos | Sabrina Mar USA Estados Unidos    | Laura Rodríguez CUB Cuba                                                                |
| Havana 1991           | Chelle Stack USA Estados Unidos     | Dayami Núñez CUB Cuba             | Georgina Benítez CUB Cuba                                                               |
| Mar del Plata 1995    | Shannon Miller USA Estados Unidos   | Amanda Borden USA Estados Unidos  | Leyanet González CUB Cuba                                                               |
| Winnipeg 1999         | Yvonne Tousek CAN Canadá            | Michelle Conway CAN Canadá        | Daiane dos Santos BRA Brasil                                                            |
| Santo Domingo 2003    | Tia Orlando USA Estados Unidos      | Brenda Magaña MEX México          | Nastia Liukin USA Estados Unidos                                                        |
| Rio de Janeiro 2007   | Rebecca Bross USA Estados Unidos    | Shawn Johnson USA Estados Unidos  | Jade Barbosa BRA Brasil                                                                 |
| Guadalajara 2011      | Ana Lago MEX México                 | Mikaela Gerber CAN Canadá         | Daniele Hypólito BRA Brasil                                                             |
| Toronto 2015          | Ellie Black CAN Canadá              | Amelia Hundley USA Estados Unidos | Ana Sofía Gómez GUA Guatemala                                                           |
| Lima 2019             | Brooklyn Moors CAN Canadá           | Kara Eaker USA Estados Unidos     | Flávia Saraiva BRA Brasil                                                               |

## Ginástica rítmica

### Equipes
| Jogos              | Ouro                                                 | Prata                                                    | Bronze                                                          |
| ------------------ | ---------------------------------------------------- | -------------------------------------------------------- | --------------------------------------------------------------- |
| Havana 1991        | CAN Canadá Mary Fuzesi Susan Cushman Madonna Gimotea | CUB Cuba Lourdes Medina Danelis Alarcon Yalili Fung      | USA Estados Unidos Naomi Hewitt Diane Simpson Jenifer Lovell    |
| Mar del Plata 1995 | USA Estados Unidos Tamara Levinson Jessica Davis     | CUB Cuba Yordania Corrales Yamile Sotolongo Kirenia Ruiz | ARG Argentina Cecilia Schtutman Luciana Eslava Alejandra Unsain |

### Individual

#### Geral
| Jogos               | Ouro                               | Prata                              | Bronze                           |
| ------------------- | ---------------------------------- | ---------------------------------- | -------------------------------- |
| Indianápolis 1987   | Lourdes Medina CUB Cuba            | Diane Simpson USA Estados Unidos   | Mary Fuzesi CAN Canadá           |
| Havana 1991         | Lourdes Medina CUB Cuba            | Mary Fuzesi CAN Canadá             | Susan Cushman CAN Canadá         |
| Mar del Plata 1995  | Yordania Corrales CUB Cuba         | Tamara Levinson USA Estados Unidos | Jessica Davis USA Estados Unidos |
| Winnipeg 1999       | Emilie Livingston (CAN)            | Jessica Howard (USA)               | Yordania Corrales (CUB)          |
| Santo Domingo 2003  | Mary Sanders USA Estados Unidos    | Olga Karmansky USA Estados Unidos  | Anahí Sosa ARG Argentina         |
| Rio de Janeiro 2007 | Lisa Wang USA Estados Unidos       | Cynthia Valdez MEX México          | Rut Castillo Galindo MEX México  |
| Guadalajara 2011    | Julie Zetlin USA Estados Unidos    | Cynthia Valdez MEX México          | Angélica Kvieczynski BRA Brasil  |
| Toronto 2015        | Laura Zeng USA Estados Unidos      | Jasmine Kerber USA Estados Unidos  | Patricia Bezzoubenko CAN Canadá  |
| Lima 2019           | Evita Griskenas USA Estados Unidos | Camilla Feeley USA Estados Unidos  | Natália Gaudio BRA Brasil        |

#### Corda
| Jogos               | Ouro                             | Prata                        | Bronze                              |
| ------------------- | -------------------------------- | ---------------------------- | ----------------------------------- |
| Indianápolis 1987   | Diane Simpson USA Estados Unidos | Lourdes Medina CUB Cuba      | Marina Kunyavsky USA Estados Unidos |
| Havana 1991         | Lourdes Medina CUB Cuba          | Mary Fuzesi CAN Canadá       | Naomi Hewitt USA Estados Unidos     |
| Mar del Plata 1995  | Yordania Corrales CUB Cuba       | Kirenia Ruiz CUB Cuba        | Tamara Levinson USA Estados Unidos  |
| Rio de Janeiro 2007 | Alexandra Orlando CAN Canadá     | Lisa Wang USA Estados Unidos | Cynthia Valdéz Pérez MEX México     |

#### Arco
| Jogos               | Ouro                               | Prata                             | Bronze                            |
| ------------------- | ---------------------------------- | --------------------------------- | --------------------------------- |
| Indianápolis 1987   | Lourdes Medina CUB Cuba            | Diane Simpson USA Estados Unidos  | Mary Fuzesi CAN Canadá            |
| Havana 1991         | Mary Fuzesi CAN Canadá             | Lourdes Medina CUB Cuba           | Susan Cushman CAN Canadá          |
| Santo Domingo 2003  | Mary Sanders USA Estados Unidos    | Alexandra Orlando CAN Canadá      | Anahí Sosa ARG Argentina          |
| Rio de Janeiro 2007 | Alexandra Orlando CAN Canadá       | Rut Castillo Galindo MEX México   | Ana Paula Scheffer BRA Brasil     |
| Guadalajara 2011    | Cynthia Valdez MEX México          | Julie Zetlin USA Estados Unidos   | Angélica Kvieczynski BRA Brasil   |
| Toronto 2015        | Laura Zeng USA Estados Unidos      | Jasmine Kerber USA Estados Unidos | Angélica Kvieczynski BRA Brasil   |
| Lima 2019           | Evita Griskenas USA Estados Unidos | Katherine Uchida CAN Canadá       | Camilla Feeley USA Estados Unidos |

#### Bola
| Jogos              | Ouro                               | Prata                             | Bronze                                                       |
| ------------------ | ---------------------------------- | --------------------------------- | ------------------------------------------------------------ |
| Havana 1991        | Lourdes Medina CUB Cuba            | Mary Fuzesi CAN Canadá            | Madonna Gimotea CAN Canadá Jenifer Lovell USA Estados Unidos |
| Mar del Plata 1995 | Alejandra Unsain ARG Argentina     | Cecilia Schtutman ARG Argentina   | Tamara Levinson USA Estados Unidos                           |
| Santo Domingo 2003 | Mary Sanders USA Estados Unidos    | Olga Karmansky USA Estados Unidos | Alexandra Orlando CAN Canadá                                 |
| Guadalajara 2011   | Julie Zetlin USA Estados Unidos    | Cynthia Valdez MEX México         | Angélica Kvieczynski BRA Brasil                              |
| Toronto 2015       | Laura Zeng USA Estados Unidos      | Jasmine Kerber USA Estados Unidos | Karla Diaz MEX México                                        |
| Lima 2019          | Evita Griskenas USA Estados Unidos | Katherine Uchida CAN Canadá       | Camilla Feeley USA Estados Unidos                            |

#### Maças
| Jogos               | Ouro                              | Prata                            | Bronze                                                       |
| ------------------- | --------------------------------- | -------------------------------- | ------------------------------------------------------------ |
| Indianápolis 1987   | Lourdes Medina CUB Cuba           | Mary Fuzesi CAN Canadá           | Susan Cushman CAN Canadá Marina Kunyavsky USA Estados Unidos |
| Havana 1991         | Lourdes Medina CUB Cuba           | Naomi Hewitt USA Estados Unidos  | Yalili Fung CUB Cuba                                         |
| Mar del Plata 1995  | Yordania Corrales CUB Cuba        | Jessica Davis USA Estados Unidos | Tamara Levinson USA Estados Unidos                           |
| Santo Domingo 2003  | Mary Sanders USA Estados Unidos   | Alexandra Orlando CAN Canadá     | Tayanne Mantovaneli BRA Brasil                               |
| Rio de Janeiro 2007 | Alexandra Orlando CAN Canadá      | Lisa Wang USA Estados Unidos     | Rut Castillo Galindo MEX México                              |
| Guadalajara 2011    | Cynthia Valdez MEX México         | Angélica Kvieczynski BRA Brasil  | Mariam Chamilova CAN Canadá                                  |
| Toronto 2015        | Laura Zeng USA Estados Unidos     | Patricia Bezzoubenko CAN Canadá  | Jasmine Kerber USA Estados Unidos                            |
| Lima 2019           | Camilla Feeley USA Estados Unidos | Natalie Garcia CAN Canadá        | Evita Griskenas USA Estados Unidos                           |

#### Fita
| Jogos               | Ouro                               | Prata                             | Bronze                                      |
| ------------------- | ---------------------------------- | --------------------------------- | ------------------------------------------- |
| Indianápolis 1987   | Diane Simpson USA Estados Unidos   | Lourdes Medina CUB Cuba           | Mary Fuzesi CAN Canadá Thalia Fung CUB Cuba |
| Mar del Plata 1995  | Tamara Levinson USA Estados Unidos | Jessica Davis USA Estados Unidos  | Luciana Eslava ARG Argentina                |
| Santo Domingo 2003  | Mary Sanders USA Estados Unidos    | Alexandra Orlando CAN Canadá      | Cynthia Valdez MEX México                   |
| Rio de Janeiro 2007 | Lisa Wang USA Estados Unidos       | Julie Zetlin USA Estados Unidos   | Cynthia Valdéz Pérez MEX México             |
| Guadalajara 2011    | Julie Zetlin USA Estados Unidos    | Cynthia Valdez MEX México         | Ana Pini Carrasco ARG Argentina             |
| Toronto 2015        | Laura Zeng USA Estados Unidos      | Jasmine Kerber USA Estados Unidos | Angélica Kvieczynski BRA Brasil             |
| Lima 2019           | Evita Griskenas USA Estados Unidos | Bárbara Domingos BRA Brasil       | Karla Diaz MEX México                       |

### Grupos

#### Geral
| Jogos               | Ouro | Prata | Bronze |
| ------------------- | --- | --- | --- |
| Havana 1991         | CUB Cuba                                                                                                | BRA Brasil | CAN Canadá                                                                                                |
| Mar del Plata 1995  | CUB Cuba                                                                                                | USA Estados Unidos Aliane Baquerot Becky Turner Brandi Siegel Challen Sievers Mandy James                      | BRA Brasil                                                                                                |
| Winnipeg 1999       | BRA Brasil Camila Ferezin Alessandra Ferezin Flávia de Faria                                            | CUB Cuba | CAN Canadá                                                                                                |
| Santo Domingo 2003  | BRA Brasil Fernanda Cavalieri Ana Maria Maciel Thalita Nakadomari                                       | CAN Canadá | CUB Cuba                                                                                                  |
| Rio de Janeiro 2007 | BRA Brasil Daniela Leite Tayanne Mantovaneli Luisa Matsuo Marcela Menezes Nicole Muller Natália Sanchez | CUB Cuba Yanet Comas Maydelis Delgado Rachel Kindelan Elsy Ortíz Yeney Renovales Mirlay Sánchez                | CAN Canadá Kathryn de Cata Alissa Hansen Monika Lechowicz Suzanne Lendvay Brihana Mosienko Roxanne Porter |
| Guadalajara 2011    | BRA Brasil Dayane Amaral Debora Falda Luisa Matsuo Bianca Mendonça Eliane Sampaio Drielly Daltoe        | CAN Canadá Katrina Cameron Rose Cossar Alexandra Landry Anastasiya Muntyanu Anjelika Reznik Kelsey Titmarsh    | CUB Cuba Maydelis Delgado Zenia Fernandez Lianet Jose Martha Perez Yeney Renovales Legna Savon            |
| Toronto 2015        | BRA Brasil Dayane Amaral Morgana Gmach Emanuelle Lima Jessica Maier Ana Paula Ribeiro Beatriz Pomini    | USA Estados Unidos Kiana Eide Alisa Kano Natalie McGiffert Jennifer Rokhman Monica Rokhman Kristen Shaldybin   | CUB Cuba Claudia Arjona Zenia Fernandez Melissa Kindelan Martha Perez Adriana Ramirez Legna Savon         |
| Lima 2019           | MEX México Ana Galindo Adriana Hernández Mildred Maldonado Britany Sainz Karen Villanueva               | USA Estados Unidos Isabelle Connor Yelyzaveta Merenzon Elizaveta Pletneva Nicole Sladkov Kristina Sobolevskaya | BRA Brasil Vitoria Guerra Déborah Medrado Nicole Pircio Camila Rossi Beatriz da Silva                     |

#### Simples
| Jogos               | Ouro | Prata | Bronze |
| ------------------- | --- | --- | --- |
| Santo Domingo 2003  | BRA Brasil                                                                                              | CUB Cuba | CAN Canadá                                                                                                  |
| Rio de Janeiro 2007 | BRA Brasil Daniela Leite Tayanne Mantovaneli Luisa Matsuo Marcela Menezes Nicole Muller Natália Sanchez | CUB Cuba Yanet Comas Maydelis Delgado Rachel Kindelan Elsy Ortíz Yeney Renovales Mirlay Sánchez                | CAN Canadá Kathryn de Cata Alissa Hansen Monika Lechowicz Suzanne Lendvay Brihana Mosienko Roxanne Porter   |
| Guadalajara 2011    | BRA Brasil Dayane Amaral Debora Falda Luisa Matsuo Bianca Mendonça Eliane Sampaio Drielly Daltoe        | USA Estados Unidos Jessica Bogdanov Megan Frohlich Aimee Gupta Michelle Przybylo Sofya Roytburg Sydney Sachs   | CAN Canadá Katrina Cameron Rose Cossar Alexandra Landry Anastasiya Muntyanu Anjelika Reznik Kelsey Titmarsh |
| Toronto 2015        | BRA Brasil Dayane Amaral Morgana Gmach Emanuelle Lima Jessica Maier Ana Paula Ribeiro Beatriz Pomini    | USA Estados Unidos Kiana Eide Alisa Kano Natalie McGiffert Jennifer Rokhman Monica Rokhman Kristen Shaldybin   | CAN Canadá Katrina Cameron Maya Kojevnikov Lucinda Nowell Vanessa Panov Anjelika Reznik Victoria Reznik     |
| Lima 2019           | MEX México Ana Galindo Adriana Hernández Mildred Maldonado Britany Sainz Karen Villanueva               | USA Estados Unidos Isabelle Connor Yelyzaveta Merenzon Elizaveta Pletneva Nicole Sladkov Kristina Sobolevskaya | BRA Brasil Vitoria Guerra Déborah Medrado Nicole Pircio Camila Rossi Beatriz da Silva                       |

#### Misto
| Jogos               | Ouro | Prata | Bronze |
| ------------------- | --- | --- | --- |
| Santo Domingo 2003  | BRA Brasil                                                                                                   | CUB Cuba | CAN Canadá |
| Rio de Janeiro 2007 | BRA Brasil Daniela Leite Tayanne Mantovaneli Luisa Matsuo Marcela Menezes Nicole Muller Natália Sanchez      | CUB Cuba Yanet Comas Maydelis Delgado Rachel Kindelan Elsy Ortíz Yeney Renovales Mirlay Sánchez             | MEX México Blajaith Aguilar Rojas Sofia Díaz de León Marlenne Martínez Medina Ana Cristina Ortega Citlaly Quinta Álvarez Sara Reyes Rodríguez |
| Guadalajara 2011    | BRA Brasil Dayane Amaral Debora Falda Luisa Matsuo Bianca Mendonça Eliane Sampaio Drielly Daltoe             | CAN Canadá Katrina Cameron Rose Cossar Alexandra Landry Anastasiya Muntyanu Anjelika Reznik Kelsey Titmarsh | USA Estados Unidos Jessica Bogdanov Megan Frohlich Aimee Gupta Michelle Przybylo Sofya Roytburg Sydney Sachs                                  |
| Toronto 2015        | USA Estados Unidos Kiana Eide Alisa Kano Natalie McGiffert Jennifer Rokhman Monica Rokhman Kristen Shaldybin | BRA Brasil Dayane Amaral Morgana Gmach Emanuelle Lima Jessica Maier Ana Paula Ribeiro Beatriz Pomini        | CAN Canadá Katrina Cameron Maya Kojevnikov Lucinda Nowell Vanessa Panov Anjelika Reznik Victoria Reznik                                       |
| Lima 2019           | BRA Brasil Vitoria Guerra Déborah Medrado Nicole Pircio Camila Rossi Beatriz da Silva                        | MEX México Ana Galindo Adriana Hernández Mildred Maldonado Britany Sainz Karen Villanueva                   | CUB Cuba Claudia Arjona Melissa Kindelán Tatiana Frometa Elaine Rojas Danay Utria                                                             |

## Trampolim e Tumbling

### Masculino

#### Trampolim individual
| Jogos                 | Ouro                             | Prata                                 | Bronze                            |
| --------------------- | -------------------------------- | ------------------------------------- | --------------------------------- |
| Cidade do México 1955 | Donald Harper USA Estados Unidos | William Roy USA Estados Unidos        | Eduardo Fereda VEN Venezuela      |
| Chicago 1959          | Ronald Munn USA Estados Unidos   | Harold Holmes USA Estados Unidos      | Abie Grossfeld USA Estados Unidos |
| Rio de Janeiro 2007   | Chris Estrada USA Estados Unidos | Jason Burnett CAN Canadá              | Ryan Weston USA Estados Unidos    |
| Guadalajara 2011      | Keegan Soehn CAN Canadá          | Rafael Andrade BRA Brasil             | José Alberto Vargas MEX México    |
| Toronto 2015          | Keegan Soehn CAN Canadá          | Steven Gluckstein USA Estados Unidos  | Angel Hernández COL Colômbia      |
| Lima 2019             | Jérémy Chartier CAN Canadá       | Jeffrey Gluckstein USA Estados Unidos | Ruben Padilla USA Estados Unidos  |

#### Tumbling
| Jogos                 | Ouro                             | Prata                             | Bronze                            |
| --------------------- | -------------------------------- | --------------------------------- | --------------------------------- |
| Cidade do México 1955 | William Roy USA Estados Unidos   | Joe Kotys USA Estados Unidos      | Juan Caviglia ARG Argentina       |
| Chicago 1959          | Harold Holmes USA Estados Unidos | Jamile Ashmore USA Estados Unidos | Abie Grossfeld USA Estados Unidos |

### Feminino

#### Trampolim individual
| Jogos               | Ouro                       | Prata                              | Bronze                             |
| ------------------- | -------------------------- | ---------------------------------- | ---------------------------------- |
| Rio de Janeiro 2007 | Karen Cockburn CAN Canadá  | Rosie MacLennan CAN Canadá         | Giovanna Matheus BRA Brasil        |
| Guadalajara 2011    | Rosie MacLennan CAN Canadá | Dakota Earnest USA Estados Unidos  | Alaina Williams USA Estados Unidos |
| Toronto 2015        | Rosie MacLennan CAN Canadá | Dafne Navarro MEX México           | Karen Cockburn CAN Canadá          |
| Lima 2019           | Samantha Smith CAN Canadá  | Nicole Ahsinger USA Estados Unidos | Dafne Navarro MEX México           |

## Eventos extintos

### Dança com maças masculino
| Jogos                 | Ouro                         | Prata                         | Bronze                         |
| --------------------- | ---------------------------- | ----------------------------- | ------------------------------ |
| Cidade do México 1955 | Francisco Alvarez MEX México | Don Holder USA Estados Unidos | Jack Miles USA Estados Unidos  |
| Chicago 1959          | Francisco Alvarez MEX México | Porfirio Rivera MEX México    | Ronald Munn USA Estados Unidos |

### Escalada de corda masculino
| Jogos                 | Ouro                            | Prata                      | Bronze                       |
| --------------------- | ------------------------------- | -------------------------- | ---------------------------- |
| Cidade do México 1955 | Donald Perry USA Estados Unidos | Baldomero Rubiera CUB Cuba | Roberto Villacián CUB Cuba   |
| Chicago 1959          | Garvin Smith USA Estados Unidos | Nino Marion CAN Canadá     | Richard Montpetit CAN Canadá |